# 南諾丁漢 (英國國會選區)

選區在諾丁漢郡的位置

南諾丁漢（英語：Nottingham South），英國國會一自治市選區，位於諾丁漢南部，包括八個地方選區。
本區始設於1885年，1974年被撤，1983年恢復。是工黨保守黨互有競爭的選區。在2010年大選中的莉莉安·格林伍德以48.6%選票首次當選，繼承亞倫·辛普森的議席。